# Gonzaga Gonza
Gonzaga Gonza (ur. ?, zm. 27 maja 1886 w Lubowej) – męczennik chrześcijański, święty Kościoła katolickiego, jeden z grupy Męczenników z Ugandy, zamordowanych przez króla Mwangę II.
Pod wpływem nauk misjonarzy przyjął chrzest. 27 maja 1886 roku został zamordowany przez ścięcie w Lubowej. 6 czerwca 1920 papież Benedykt XV beatyfikował go. 18 października 1964 roku Paweł VI dokonał kanonizacji jego oraz innych Męczenników z Ugandy, m.in. Karola Lwangi. 